# 토대와 상부구조
토대(土臺, 독일어: Basis 바지스[*])와 상부구조(上部構造, 독일어: Überbau 위버바우[*])란 마르크스주의에서 인간 사회가 구성되는 두 개의 부분이다. 토대는 하부구조(下部構造, 독일어: Unterbau 운터바우[*])라고도 한다.
토대는 생산수단과 생산관계로 구성되어 있으며, 사회의 나머지 모든 부분(문화, 제도, 정치권력, 종교, 국가정치 등)은 상부구조로서 토대에 의해 규정된다. 토대와 상부구조 사이에는 상호작용이 일어나서, 상부구조 역시 때로 토대에 영향을 미치지만, 토대가 상부구조에 미치는 영향력이 더욱 두드러진다. 

## 같이 보기
- 루이 알튀세르
- 고전마르크스주의
- 마르크스주의 비판
- 문화 패권
- 변증법적 유물론
- 경제결정론
- 허위의식
- 역사적 유물론
- 유물론
- 물화
- 사회 변천
- 사회구성체